# Wapen van Wissekerke

Gemeentewapen van Wissekerke met grond

Het wapen van Wissekerke werd op 31 juli 1817 bevestigd door de Hoge Raad van Adel nadat de Zeeuwse gemeente Wissekerke opgeheven was per 1816. Wissekerke ging toen op in gemeente 's-Heer Hendrikskinderen. Het wapen van Wissekerke keerde terug in het tweede wapen van 's-Heer Hendrikskinderen tot diens opheffing in 1857..
 
Overigens werd hetzelfde wapen, op één detail na, bevestigd door de Hoge Raad van Adel op 10 november 1819 voor de ambachtsheerlijkheid Wiskerke.

## Blazoenering
De blazoenering van het gemeentewapen luidde als volgt:
Zijnde van zilver beladen met een blaauw bevruchten wijnstok op natuurlijke grond, mouvant uit de punt, het chef van zilver met zes blaauw bevruchte wijngaardranken, gewonden om bruine staken mouvants du coupé; een keper van keel, brochant over alles heen.
De blazoenering van het heerlijkheidswapen luidde als volgt:
Zijnde van zilver beladen met een blaauw bevruchten wijnstok, mouvant uit de punt, het chef van zilver met zes blaauw bevruchte wijngaardranken, gewonden om bruine staken mouvants du coupé; een keper van keel, brochant over alles heen.
De heraldische kleuren zijn zilver (wit), azuur (blauw), natuurlijke kleuren en keel (rood). In de beschrijving van het gemeentewapen wordt een natuurlijke grond genoemd, die in de beschrijving van het heerlijkheidswapen ontbreekt.

Enkele gebruikte termen zijn Frans en betekenen het volgende:
- het chef: het schildhoofd;
- mouvants du coupé: oprijzend vanuit de doorsnijding (tussen het schild en het schildhoofd).

## Verklaring
In het Nieuwe Cronyk van Zeeland van Smallegange, eind 17e eeuw, is het wapen reeds terug te vinden. Bij de site Nederlandse Gemeentewapens is de herkomst van het wapen niet bekend, ook al wordt een identiek wapen door Smallegange genoemd bij het geslacht Wiskerke.

## Verwante wapens

Tweede wapen van 's-Heer Hendrikskinderen 1853-1857
Ambachtsheerlijkheid Wiskerke (zonder grond)

Aagtekerke
· Aardenburg
· Arnemuiden
· Axel
· Baarland
· Bath
· Biervliet
· Biggekerke
· Bloois
· Bommenede
· Borssele
· Boschkapelle
· Botland
· Breskens
· Brigdamme
· Brijdorpe
· Brouwershaven
· Bruinisse
· Burgh
· Buttinge
· Cadzand
· Clinge
· Colijnsplaat
· Domburg
· Dreischor
· Driewegen
· Duiveland
· Duivendijke
· Elkerzee
· Ellemeet
· Ellewoutsdijk
· Eversdijk
· Gapinge
· Graauw en Langendam
· 's-Gravenpolder
· Grijpskerke
· Groede
· Haamstede
· 's-Heer Abtskerke
· 's-Heer Arendskerke
· 's-Heer Hendrikskinderen
· 's-Heerenhoek
· Heille
· Heinkenszand
· Hengstdijk
· Hoedekenskerke
· Hoek
· Hontenisse
· Hoofdplaat
· Hoogelande
· IJzendijke
· Kapelle
· Kats
· Kattendijke
· Kerkwerve
· Klaaskinderkerke
· Kleverskerke
· Kloetinge
· Koewacht
· Kortgene
· Koudekerke
· Krabbendijke
· Kruiningen
· Looperskapelle
· Maire
· Mariekerke
· Meliskerke
· Middenschouwen
· Nieuw- en Sint Joosland
· Nieuwerkerk
· Nieuwerkerke
· Nieuwlande
· Nieuwvliet
· Nisse
· Noordgouwe
· Noordwelle
· Oostburg
· Oosterland
· Oostkapelle
· Oost-Souburg
· Oost- en West-Souburg
· Ossenisse
· Oud-Vossemeer
· Oudelande
· Ouwerkerk
· Overslag
· Ovezande
· Philippine
· Poortvliet
· Renesse
· Rengerskerke en Zuidland
· Retranchement
· Rilland
· Rilland-Bath
· Ritthem
· Sas van Gent
· Scherpenisse
· Schoondijke
· Schore
· Serooskerke (Schouwen-Duiveland)
· Serooskerke (Veere)
· Sinoutskerke en Baarsdorp
· Sint Anna ter Muiden
· Sint-Annaland
· Sint Jansteen
· Sint Kruis
· Sint Laurens
· Sint-Maartensdijk
· Sint Philipsland
· Sirjansland
· Sluis
· Sluis-Aardenburg
· Stavenisse
· Stoppeldijk
· Valkenisse (Walcheren)
· Valkenisse (Zuid-Beveland)
· Vogelwaarde
· Vrouwenpolder
· Waarde
· Waterlandkerkje
· Wemeldinge
· West-Souburg
· Westdorpe
· Westenschouwen
· Westerschouwen
· Westkapelle
· Westkapelle-Buiten en Sirpoppekerke
· Westkerke
· Wissekerke
· Wissenkerke
· Wolphaartsdijk
· Yerseke
· Zaamslag
· Zierikzee
· Zonnemaire
· Zoutelande
· Zuiddorpe
· Zuidzande
· Zwake

Dorpswapens: Geersdijk
· Hansweert
· Kamperland
Aagtekerke
· Baak
· Bennebroek
· Blitterswijk
· Cadier
· Cleverskerke
· De Vuursche
· Dorenweerd
· Geersdijke
· Hemmen
· Hensbroek
· Hoogkerk, Leegkerk en Dorkwerd
· Kattendijke
· Kerkwijk
· Laag Nieuwkoop
· Lede en Oudewaard
· Lichtenberg
· Limmen
· Nederveen-Cappel
· Oostwaard
· Oostcapelle
· Poortvliet
· Sint Philipsland
· Verwolde
· Wanssum
· Westervoort
· Wisch
· Wiskerke
· Zaanen